# あまみ (掃海艇)
あまみ（ローマ字：JDS Amami, MSC-625、YAS-77）は、海上自衛隊の掃海艇。かさど型掃海艇の22番艇。艇名は奄美大島に由来する。旧海軍鵜来型海防艦「奄美」に次いで日本の艦艇としては2代目。

## 艦歴
「あまみ」は、第2次防衛力整備計画に基づく昭和40年度計画掃海艇325号艇として、日本鋼管鶴見造船所で1966年3月10日に起工され、1966年10月31日に進水、1967年3月6日に就役し、第1掃海隊群に編入された。同年3月25日、第1掃海隊群隷下に第40掃海隊が新編され、同日付で就役した「みなせ」とともに編入された。
1981年3月18日、佐世保地方隊第35掃海隊に編入。
1983年1月27日、特務船に種別変更され、船籍番号がYAS-77に変更。沖縄基地隊所属の水中処分隊母艇となる。
1990年11月29日、除籍。